# Біонт
Біо́нт (від грец. bion, родовий відмінок bion-tos — той, що живе) — окремо взятий організм, що пристосувався до проживання в певному середовищі (біотопі). В іншому значенні біонт — це організм або його частина, що не може вести самостійний спосіб життя; так, біонтом можуть бути названі промені деяких морських зірок, які, будучи відірвані від організму, продовжують жити і розвиваються в новий організм.

## Типи біонтів
Біонти поділяють за середовищем їхнього існування. Виділяють такі категорії:
- Аеробіонти — мешканці повітряного середовища.
- Педобіонти — мешканці ґрунту.
- Сапробіонти — мешканці залишків організмів, що розкладаються, або забруднених водойм.
- Гідробіонти — мешканці водойм. Окремо виділяють катаробіонтів — мешканців незабруднених водойм з високим вмістом розчиненого кисню.
- Амфібіонти — організми, які живуть в одних фазах розвитку (зазвичай — личиночних) у воді, а в інших — на суші.

Також біонтів розділяють за толерантністю до різних середовищ:
- Еврибіонти — організми, які можуть жити в різноманітних умовах.
- Стенобіонти — організми, що живуть у суворо обмежених умовах.